# PSK홀딩스
PSK홀딩스 주식회사(영어: PSK Holdings)는 대한민국의 반도체 검사장비 기업이다.

## 역사
PSK홀딩스는 1990년 PSK테크라는 법인으로 설립되었다.
2019년 인적분할 방식으로 후공정 장비 업체인 피에스케이홀딩스와 전공정 장비 부문인 PSK로 분할되었다.

## 제품
- Descum 장비: TSV 공정 후 찌꺼기를 제거하는 장비
- Reflow 장비: 숄더볼을 위아래 평평하게 만들어 기판과 반도체 칩이 잘 접착할 수 있게 하는 장비[5]